# کربن سابسولفید
کربن سابسولفید (به انگلیسی: Carbon subsulfide) یک ترکیب شیمیایی است. شکل ظاهری این ترکیب، مایع قرمز است.